# Vernon (Michigan)
Vernon é uma vila localizada no estado americano de Michigan, no Condado de Shiawassee.

## Demografia
Segundo o censo americano de 2000, a sua população era de 847 habitantes.
Em 2006, foi estimada uma população de 817, um decréscimo de 30 (-3.5%).

## Geografia
De acordo com o United States Census Bureau tem uma área de
1,9 km², dos quais 1,9 km² cobertos por terra e 0,0 km² cobertos por água.

## Localidades na vizinhança
O diagrama seguinte representa as localidades num raio de 12 km ao redor de Vernon.